# Église fortifiée d'Inières
L'église fortifiée d'Inières ou Notre-Dame-de-la-Nativité est une église située en France sur la commune de Sainte-Radegonde, dans le département de l'Aveyron en région Occitanie.
Elle fait l'objet d'un classement au titre des monuments historiques depuis le 4 janvier 1921.

## Localisation
L'église est située dans le village d'Inières sur la commune de Sainte-Radegonde, dans le département français de l'Aveyron.

## Historique
À la Préhistoire, au sud du village, sur une nappe de galets déposés au Miocène, les hommes de l'Acheuléen ont laissé les traces d'une industrie sur quartz, datant d'environ 320 000 ans. Il s'agit essentiellement de choppers et les outils ne sont représentés que par des encoches et des denticulés.
Le village était sous la juridiction de l'évêque de Rodez. L'église date du XIIIe siècle, elle est fortifiée au XIVe siècle.
Dans un texte de 1442 il est écrit :

« L'évêque de Rodez, considérant que les habitants d'Inières ne possédant pas de fort, autorise la fortification de l'église et la démolition des parties en ruines ; se réservant pour lui et ses successeurs et officiers, le droit d'entrer dans le fort et de le visiter du haut en bas, le recteur pourra entrer à tout instant et il aura une clef du fort ; la chambre qui est au-dessus du chœur avec cheminée, édifiée par P. Cocural, chantre de l'église de Rodez, à ses frais, demeure à perpétuité à l'usage du prieur, de ses successeurs et chapelains. »

L'église d'Inières, ancien prieuré de Saint-Jacques, est cédé successivement par l’évêque de Rodez à différents chanoines de la cathédrale de Rodez, comme prébende attachée à leur canonicat.
Hélion de Jouffroy, chanoine et grand chantre de la cathédrale de Rodez, prieur d'Inières, fonde la chartreuse de Rodez, en 1511, et le couvent des Annonciades de Rodez. 
Le domaine de Caumels, près du village d'Inières, appartient à la chartreuse de Rodez
Les dispositions du refuge de l'église d'Inières s'inspirent de celles adoptées pour l'église fortifiée Sainte-Radegonde.
L'édifice est classé au titre des monuments historiques en 1921.